# Liste des évêques de Makeni
Liste des évêques de Makeni, en Sierra Leone.
La préfecture apostolique de Makeni (Dioecesis Makenensis) a été créée le 3 avril 1952, par détachement de l'évêché de Freetown et Bo.
Elle a été érigée en évêché le 24 février 1962.

## Préfet apostolique
- 19 juillet 1952-24 février 1962 : Augusto Azzolini (Augusto Fermo Azzolini)

## Évêques
- 24 février 1962-17 novembre 1986 : Augusto Azzolini (Augusto Fermo Azzolini), promu évêque.
- 17 novembre 1986-7 janvier 2012 : George Biguzzi
- depuis le 7 janvier 2012 : Henry Aruna

## Sources
- L'ANNUAIRE PONTIFICAL, sur le site http://www.catholic-hierarchy.org, à la page